# 香瑠鼓
香瑠鼓（かおるこ、1957年4月23日 - ）は、日本の振付師。本名・五十嵐薫子（いがらし かおるこ。初期はこの名前で活動）。
東京都出身。立教女学院高等学校、早稲田大学社会科学部卒業。

## 来歴
初めて振付したのが石井明美の「CHA-CHA-CHA」（1986年）である。1980年代後半から1990年代前半に活躍した、BaBe（近藤智子・二階堂ゆかり）、Wink（鈴木早智子・相田翔子）、Mi-Ke（宇徳敬子他）のほか、SMAP香取慎吾のもうひとつの顔とされている「慎吾ママ」の振付で人気を集める。他に、2004年には北海道日本ハムファイターズの公式応援歌の振付、ポッキーCF（新垣結衣出演）の振付、「リサイクルマークがECOマーク。」キャンペーンCF（Perfume出演）のサビ部分の振付など。
また、長野パラリンピック開会式 (1998)、東アジア競技大会大阪大会開会式 (2001)、映画「嫌われ松子の一生」、「20世紀少年」など、イベント、舞台、映画などでも多数の実績を持つ。2003年～2008年の6年間、朝日広告賞の審査員を務めた。斬新で独創的な振付に定評があり、手掛けた振付は1300本以上。現役の振付家、ダンサーとして活動中。
一方で、1996年より障害のある人たちが参加する「バリアフリーワークショップ」を実施。朝日新聞「天声人語」をはじめ多くのメディアで紹介され、2000年には芸能界では初のエイボン女性年度賞芸術賞（ワールドワイドに社会貢献した女性に贈られる芸術賞）を受賞。 
障害の有無を超えたコミュニケーション方法を模索する中で、自然界からヒントを得た独自の即興メソッド「ネイチャーバイブレーション」を体系化。このメソッドは障害のある人のみならず、あらゆる人のメンタル、フィジカル両面に働きかけるメソッドとして各方面から注目され、企業や学校、地域コミュニティなどでも講義や研修を行う。また、東京大学大学院の研究対象として認知科学、舞踊学といった国内学会で発表され、2016年7月には国際心理学学会でも発表され反響を呼んだ。自身も東大教育学部にて、2011年度前期ゲスト講師および2015年度前期非常勤講師を務めた。
即興アーティスト集団ApicupiA（アピキュピア）をプロデュースし、後進の育成に尽力。バリアフリーカンパニーApi-Lucky（あぴラッキー）を主宰し、障害のあるメンバーやApicupiAメンバーらと共に多数公演。2002年英国「エジンバラフェスティバル」に参加した初の海外公演は、NHK「人間ドキュメント」にて特集された。2014年韓国「障害者文化芸術祭」、2015年韓国「チャンム国際舞踊祭」、2016年「韓国国際障害者ダンスフェスティバル」にて招聘公演。
日本古来の共生の思想を芸術的に表現する公演や、観客との即興のやりとりを楽しむエンタテインメント公演などを通して、人々の身体（生命）の尊厳に向かい合う世界平和を目指している。

## 振付代表作品
振付代表作品には、以下のものがある。
- フジカラー「写ルンです」（沢口靖子、稲垣吾郎）1997年広告電通賞
- 「JRAシリーズ」（木村拓哉）2000年ACC金賞
- 「キリンラガービール」（TOKIO、広末涼子）2001年『広告批評』ベストCM
- サントリー「ウーロン茶」（パンダのAIBO）'02年『広告批評』ベストCM
- 「タケモトピアノ」（財津一郎＆ダンサーズ）　※“赤ちゃんが泣き止むCM”として話題騒然。2003年秋業界初・CMをそのままCD＆DVD化発売
- 「タカラcanチューハイ」（藤原紀香）
- 田辺製薬「ナンパオ源気」郷ひろみ
- 「ネスレ缶コーヒー」（明石家さんま、マライア・キャリー）
- 『きっかけはフジテレビ』シリーズ（水前寺清子、久本雅美他）
- グリコ ポッキー「DanceDance」篇・「はじける極細」篇（新垣結衣、忽那汐里）
- 両さん（香取慎吾）「こちら葛飾区亀有公園前派出所」
- ウィダーインゼリー「朝を楽しめ」篇（山下智久）
- KDDI株式会社au「ガンガントーク×メール」篇・「ガンガン乗り換え」篇（土屋アンナ）

## その他の代表的な仕事
その他の代表的な仕事には、以下のものがある。
- 1989年 Wink「淋しい熱帯魚」1990年 B.B.クィーンズ「おどるポンポコリン」※ともに日本レコード大賞受賞
- 1996年六本木ヴェルファーレにて日本初の障害者のためのディスコパーティーを主催。
- 1998年 長野パラリンピック開会式振付・出演
- 1999年公開　映画『白痴』（手塚眞監督、出演：甲田益也子、浅野忠信ほか）ダンスシーン振付　※フィーチャーフィルムフェスティバルデジタル賞（ベニス）
- NHK教育 「うたっておどろんぱ！」振付監修
- 2000年 L'Arc〜en〜Ciel「STAY AWAY」ミュージックビデオ
- 「慎吾ママのおはロック」振付（2000年）、「慎吾ママの学園天国 -校門篇-」振付（2001年）
- ダンス公演『SHINLA森羅　宇宙を吹き渡る風』2002年夏ロンドン
- 2004年11月ハンガリー・ブダペスト「Japan Festival」にてチャリティコンサート
- YOSAKOIソーラン祭り　新テーマソング振付　振付講座入りDVD発売
- フジテレビ「体操の時間。」振付

## 出演
- 2000年12月8日 - 2001年3月30日：LFX488「香瑠鼓の踊る！よん・ぱっ・ぱっ！」
- 2001年10月25日：NHK総合「にんげんドキュメント」～ダンスよ心を語れ 振付家香瑠鼓の世界（初の海外公演を半年に渡り取材）
- 2002年5月5日：NHK総合「課外授業 ようこそ先輩」
- 2015年2月19日：NHKラジオ深夜便〔こころの時代／明日へのことば〕
- 2019年9月15日：テレビ東京「モヤモヤさまぁ〜ず2」 下北沢周辺
- 2025年1月12日：テレビ東京「家、ついて行ってイイですか？」

などテレビ出演多数

## 著書
- 自伝エッセイ『ふぅ～はっ！』NHK出版、2001年8月25日。ISBN 4-14-080630-3。
- 『ダンスでコミュニケーション！ 』岩波書店、2005年3月18日。ISBN 4-00-500500-4。
- 『脳とココロとカラダが変わる 瞬感動∞ワークショップ』高陵社書店、2012年4月11日。ISBN 4-77-110996-6。